# Colbusa restricta
Colbusa restricta är en fjärilsart som beskrevs av George Francis Hampson 1918. Colbusa restricta ingår i släktet Colbusa och familjen nattflyn. Inga underarter finns listade i Catalogue of Life.